# Schlumberger
Schlumberger («Шлюмберже́», ведёт бизнес как SLB) — крупнейшая нефтесервисная компания. Основные операционные центры компании расположены в Хьюстоне, Париже, Лондоне и Гааге. Зарегистрирована компания на Нидерландских Антильских островах (в офшорной зоне). В списке крупнейших компаний мира Forbes Global 2000 за 2022 год заняла 348-е место (502-е по размеру выручки, 547-е по чистой прибыли, 854-е по активам и 261-е по рыночной капитализации).

## История
Основана братьями Конрадом и Марселем Шлюмберже (Шлумбергер). Они происходили из влиятельной эльзасской семьи: отец Пьер Шлюмберже составил значительное состояние в текстильной промышленности. Конрад Шлюмберже рано проявил склонность к науке и в 1907 году стал профессором Горной школы Парижа. Его брат в то же время занимался инженерным делом и предпринимательством. Конрад заинтересовался электрическим сопротивлением различных горных пород, и в 1914 году ему удалось разработать методику для исследования недр земли на основании сопротивления породы — электрический каротаж. Методика впервые была опробована на месторождении меди в Сербии. После Первой мировой войны братья продолжили совершенствование методов геофизического исследования скважин, получив финансовую поддержку от отца. В 1923 году Конрад покинул пост профессора и полностью посвятил себя этой технологии, в частности составив карту нефтяных месторождений Румынии по заказу нефтедобывающей компании. В 1926 году была создана компания Société de Prospection électrique (Общество электрических изысканий). Специалисты компании проводили исследования в Венесуэле, США и СССР, позже, по заказу Royal Dutch Shell, в Румынии, на Суматре и Тринидаде.
В 1932 году компания вышла на рынок США, начав изыскания в Калифорнии и на побережье Техаса. В 1934 году в Хьюстоне (Техас) они основали новую компанию под названием Schlumberger Well Surveying Corporation (Корпорация Шлюмберже по исследованию скважин). В 1936 году умер Конрад Шлюмберже, его место во главе процветающей компании занял Марсель; в это время компания только в США проводила в среднем по 1000 замеров в месяц. С началом Второй мировой войны компания оказалась расколотой: штаб-квартира компании переехала из Парижа на Тринидад, главный технический специалист Долл основал свою компанию в Коннектикуте (Electro-Mechanical Research), компания в Техасе стала самостоятельной. После окончания войны Рене Сейду, зять Марселя Шлюмберже, проведший два года в немецком плену, создал европейское отделение Schlumberger. В 1953 году умер Марсель Шлюмберже, его сын Пьер Шлюмберже в 1956 году объединил части компании под названием Schlumberger Limited, она была зарегистрирована на Кюрасао, на Антильских островах; штаб-квартира разместилась в Хьюстоне. Компания стала публичной, разместив акции, и начала быстро расширяться, занимая лидирующее положение в своей отрасли. В 1958 году прибыль компании составила 12,2 млн долларов. Последующие 25 лет стали периодом расцвета компании. Была расширена сфера деятельности: в 1959 году была куплена французская буровая компания Forages et Exploitations Pétrolières (Forex), в 1960 году образована компания Dowell Schlumberger (совместное предприятие с Dow Chemical), поглощены несколько производителей электроники, в том числе Daystrom в 1961 году. В 1966 году из 343 млн долларов оборота компании 42 % приносило производство электроники.
В 1965 году на последующие 20 лет компанию возглавил Жан Рибу (Jean Riboud). Первым делом он перенёс штаб-квартиру в Нью-Йорк и провёл реорганизацию компании, разделив её по направлениям деятельности, а не по региональному принципу, как было до него. В 1970 году был куплен крупный французский производитель счётчиков коммунальных услуг, через десять лет Schlumberger стала мировым лидером в этой сфере. Введение в 1973 году эмбарго на поставки нефти из стран ОПЕК способствовало росту числа новых скважин, чем компания не могла не воспользоваться: с 1972 по 1977 год её оборот возрос с 812 млн до 2,2 млрд долларов, чистая прибыль достигла 400 млн долларов. Своего пика компания достигла в 1982 году, когда оборот составил 6,3 млрд долларов, а чистая прибыль — 1,35 млрд долларов, и с доходностью в 21 % Schlumberger заняла первое место среди 1000 крупнейших корпораций в мире.
Последующие годы стали для Schlumberger проблемными, что было вызвано неудачными приобретениями и падением спроса на нефть. В 1979 году за 425 млн долларов был куплен ведущий американский производитель полупроводников, компания Fairchild Camera and Instrument, в 1987 году эта компания была продана с убытком в 220 млн долларов. В 1985 году за миллиард долларов была куплена крупная буровая компания SEDCO, но ожидания роста спроса на буровые услуги не оправдались. В том же году Рибу умер, на посту главы компании его сменил Мишель Вайо (Michel Vaillaud). Под его руководством компания впервые в своей истории завершила год с убытком (1,6 млрд долларов), и уже в следующем году пост председателя правления занял Юэн Бэрд (Euan Baird), шотландский геофизик, первый нефранцуз, возглавивший Schlumberger. Он продал не только Fairchild, но и ряд других непрофильных активов, в то же время было увеличены инвестиции в разработку новых технологий. В 1993 году за 800 млн долларов была выкуплена доля Dow в совместном предприятии Dowell Schlumberger. В начале 1990-х годов было образовано подразделение сейсмических исследований, в которое вошли три купленные компании, GECO (Норвегия, 1986—1988 годы), Prakla Seismos (Германия, 1991—1993 годы), Seismograph Service Limited (1992 год). В том же 1992 году была куплена компания GeoQuest Systems, которая занималась применением информационных технологий в добыче и переработке углеводородов.
В середине 1990-х годов стало очевидно, что компания преодолела кризис: в 1994 году оборот составил 6,7 млрд долларов при чистой прибыли 536,1 млн долларов, в следующем году — 7,6 млрд долларов выручки при чистой прибыли 649,2 млн долларов. Однако после рекордного для компании 1997 года, когда оборот превысил 10 млрд долларов, начался резкий спад, вызванный экономическим кризисом в Азии и падением цен на нефть. В 1998 году было сокращено 10 тысяч сотрудников, в том же году, однако, была куплена хьюстонская компания Camco International Inc., которая занималась завершающими работами по подготовке скважин к добыче нефти. В июле 1999 года Schlumberger образовала совместное предприятие M-I со Smith International Inc., которое занималось буровыми работами вне территории США. Министерство юстиции США одобрило эту сделку лишь после уплаты штрафа в 13,1 млн долларов, поскольку ранее компании Smith International было запрещено вступать в подобные сделки. В следующем году было создано ещё одно совместное предприятие: Schlumberger и Baker Hughes объединили свои подразделения сейсмической геологической разведки в компанию WesternGeco.
Из достижений подразделения электроники сравнительно большим успехом оказались смарткарты (кредитные карты со встроенной микросхемой). Для развития этого направления в апреле 2001 года за 5,19 млрд долларов была куплена англо-французская компания Sema, однако это приобретение оказалось большой ошибкой. Обвал информационных технологий в 2002 году обесценил активы этой компании, и Schlumberger пришлось списать в этом году более 3 млрд долларов. В феврале 2003 года Бэрд подал в отставку, его сменил Эндрю Гулд (англ. Andrew Gould). Новый глава компании решил продать или отделить большинство непрофильных активов, в том числе подразделения по производству счётчиков и смарткарт, а также большую часть активов Sema (за 1,3 млрд евро). Подразделение смарткарт было выведено в самостоятельную компанию Axalto. Впоследствии Axalto (второе место в мире по производству смарткарт) была объединён с Gemplus (первое место), результатом чего стала компания Gemalto.
В 2005 году штаб-квартира компании была возвращена в Хьюстон (Техас). В следующем году Schlumberger выкупила долю Baker Hughes в компании WesternGeco. В 2010 году была поглощена компания Smith International; сумма сделки составила 11 млрд долларов.
В 2013 году Schlumberger свернула свою деятельность в Иране. В марте 2015 года Schlumberger заплатила штраф в размере 232,7 млн долларов за нарушение санкций в отношении Ирана и Судана.
В августе 2015 года был куплен производитель оборудования для нефтедобывающей промышленности компания Cameron International. Сумма сделки составила 12,7 млрд долларов и была завершена 1 апреля 2016 года. 

## Собственники и руководство

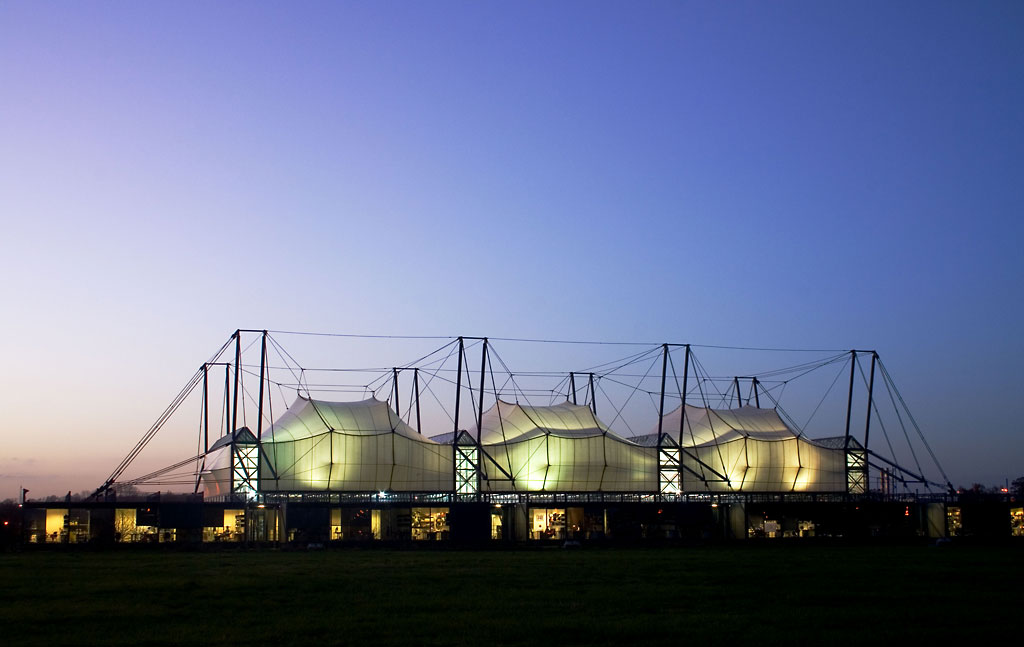
Исследовательский центр Schlumberger в Кембридже (Великобритания)

Около 3 % акций компании распределены среди менеджмента, 97 % находятся в свободном обращении. Крупнейшие институциональные инвесторы — The Vanguard Group (5,92 %), Dodge & Cox (4,49 %), State Street (4,48 %). Капитализация на 2014 год — 116 млрд долларов.
Марк Папа (англ. Mark G. Papa) — независимый председатель совета директоров с августа 2019 года, до этого возглавлял нефтегазовую компанию EOG Resources, которую он же и основал в 1999 году.
Оливье ле Пёш (англ. Olivier Le Peuch) — главный исполнительный директор (CEO) с августа 2019 года, в компании с 1987 года.

## Деятельность
Основные подразделения по состоянию на 2021 год:
- Digital & Integration — поиск месторождений и оценка их запасов; выручка 3,29 млрд долларов.
- Reservoir Performance — разработка методов оптимальной эксплуатации месторождений; выручка 4,60 млрд долларов.
- Well Construction — бурение и подготовка скважин к добыче нефти и газа и последующим поддержанием их в работоспособном состоянии; выручка 8,71 млрд долларов.
- Production Systems — разработка технологий по добыче и транспортировке углеводородов; выручка 6,71 млрд долларов.

Географически выручка компании в 2021 году распределилась следующим образом:
- Северная Америка — 4,47 млрд долларов;
- Латинская Америка — 4,46 млрд долларов;
- Европа, СНГ и Африка — 5,78 млрд долларов;
- Ближний Восток и Азия — 8,06 млрд долларов[3].

В той же отрасли, что и Schlumberger работают компании Halliburton, Baker Hughes и Weatherford.
|                     | 2001…  | 2006…  | 2011  | 2012  | 2013  | 2014  | 2015  | 2016   | 2017   | 2018  | 2019   | 2020   | 2021  |
| ------------------- | ------ | ------ | ----- | ----- | ----- | ----- | ----- | ------ | ------ | ----- | ------ | ------ | ----- |
| Оборот              | 10,85… | 19,23… | 36,58 | 41,73 | 45,27 | 48,58 | 35,48 | 27,81  | 30,44  | 32,82 | 32,92  | 23,60  | 22,93 |
| Чистая прибыль      | 0,522… | 3,71…  | 4,997 | 5,49  | 6,774 | 5,506 | 2,135 | -1,687 | -1,505 | 2,138 | -10,14 | -10,52 | 1,881 |
| Активы              | 22,33… | 22,83… | 55,2  | 61,55 | 67,1  | 66,9  | 68,01 | 77,96  | 71,99  | 70,51 | 56,31  | 42,43  | 41,51 |
| Собственный капитал | 8,378… | 10,42… | 31,26 | 34,75 | 39,47 | 38,05 | 35,91 | 41,53  | 36,84  | 36,16 | 23,76  | 12,07  | 15,00 |

### Schlumberger в России

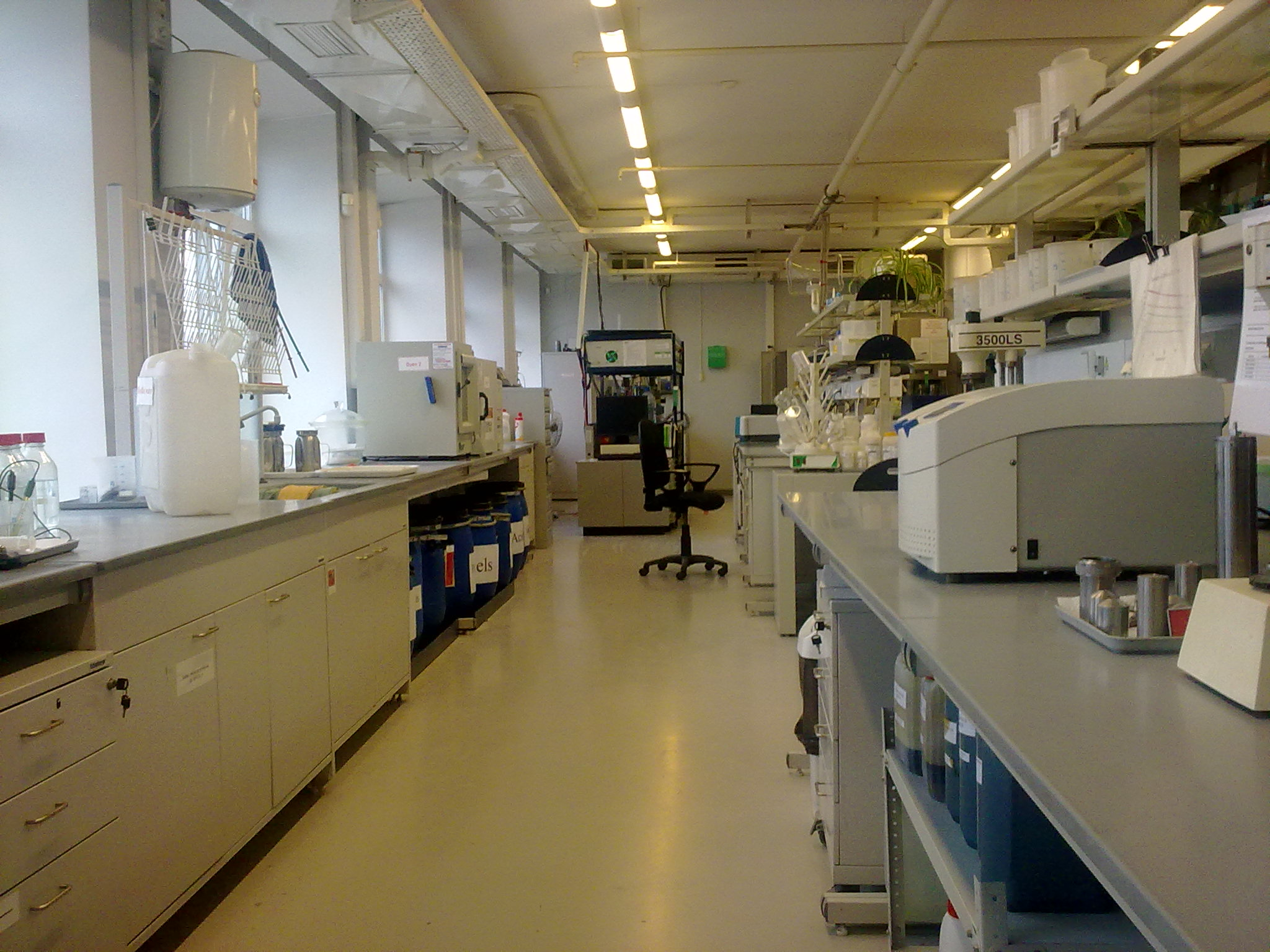
Типичная лаборатория Шлюмберже

Компания начала свою деятельность в СССР ещё в 1929 году с содействия в добыче грозненской, а затем и бакинской нефти.
Затем, после 60-летнего перерыва, компания в 1990-х годах возобновила свою деятельность в России. В 2007 году компания открыла в Тюмени один из крупнейших учебных центров в мире для подготовки специалистов для компании и индустрии в целом. В Новосибирске действует научно-исследовательский центр по стимуляции добычи нефти, услугами которого пользуются подразделения Schlumberger в других странах. Schlumberger сотрудничает с крупными техническими университетами России. Ректор МФТИ Николай Кудрявцев был членом совета директоров корпорации. Производственные мощности компании расположены как в Тюмени, так и в других регионах России.
Выручка Schlumberger в России в 2006 году составила около 1,25 млрд долларов.
В марте 2022 года компания отказалась от дальнейших инвестиций в российский рынок из-за санкций против России.
14 октября 2022 года агентство Reuters сообщило, что компания отказалась разрешить российским сотрудникам работать из-за пределов страны, чтобы избежать мобилизации.
19 января 2023 года Reuters сообщило, что SLB (компания сменила название в октябре 2022 года) расширила свой бизнес в России после начала конфликта на Украине. Как было уточнено, одной из причин, по которой SLB добивается успеха в России, стал уход с российского рынка основных конкурентов — Halliburton Co. и Baker Hughes Co. Агентство уточнило, что подразделение SLB по эксплуатации резервуаров в России и Центральной Азии в третьем квартале 2022 года увеличило выручку на 25 % по сравнению с предыдущим кварталом, и что в четвёртом квартале компания ожидает там новых рекордных результатов. Общая выручка регионального подразделения SLB, включающего Россию, выросла на 45 %. По данным агентства, в конце 2022 года SLB наняла в России около 70 новых сотрудников, в том числе персонал для своих ключевых клиентов — компаний «Газпром» и «Роснефть».
В июле 2023 года SLB заявила о прекращении поставок продукции и технологий в РФ со всех предприятий в ответ на дальнейшее расширение международных санкций. Тем не менее, в связи с деятельностью в России на фоне российско-украинской войны, украинское Национальное агентство по предотвращению коррупции внесло компанию в число международных спонсоров войны.

### Schlumberger в странах Центральной Азии
Schlumberger работает Азербайджане, Казахстане, Узбекистане и Туркменистане.
Компания начала свою деятельность на территории Казахстана в начале 1990-х годов. Schlumberger имеет 6 офисов в Казахстане: Астана, Атырау, Актау, Актобе, Уральск и Аксай. Офис в Атырау занимается вопросами финансов, логистикой, организацией бизнеса. В городах Актау и Аксай имеются технологические базы: Megabase и база сегмента Bits & Drilling tools — B&DT (бывшая база Smith Services). На базе B&DT расположены подразделения: Machine shop (Ремонтный цех), Rental (Аренда оборудования), Fishing (работы по подъёму и извлечению упавшего оборудования в скважину). Machine shop занимается ремонтом и изготовлением всей огромной номенклатуры нефтесервисного оборудования.
Заказчиками ремонтного цеха в Актау являются компании Tengizchevroil, Shell, Gazprom, KazMunaiGaz, Xi-BU и ряд других казахстанских буровых компаний.
База в городе Аксай начала свою операционную деятельность совместно с компанией КазБурГаз на проекте KPO — Karachaganak Petroleum Operating.

## Критика
В России ряд нефтяных компаний (в частности, «ЮКОС» и «Газпром нефть») неоднократно обвинялись в том, что они недальновидно разрабатывали месторождения, добывая легкоизвлекаемые запасы. При этом применялись методы интенсификации нефтедобычи (основным подрядчиком при этом была компания Schlumberger). Это, по мнению критиков, приводило к обводнению пластов и ухудшению качества запасов. На доставшихся «Роснефти» месторождениях «ЮКОСа» сейчас также активно применяется эта методика интенсификации добычи (в частности, в 2007 году компания планировала осуществить гидроразрыв пласта на 440 скважинах); «Роснефть» и «Газпром нефть» остаются в числе крупнейших клиентов Schlumberger.
В 2015 году против компании Министерством юстиции США было начато уголовное преследование за нарушение санкций против Судана и Ирана в 2004—2010 годах. По результатам соглашения со следствием компания уплатила штраф 155 млн долларов, была конфискована прибыль в размере 77,5 млн долларов и назначен трёхлетний испытательный срок. При этом прибыль компании в Иране только в 2012 году составила 208 млн долларов.

## Дочерние компании
Основные дочерние компании по состоянию на 2021 год:
- Schlumberger B.V. (Нидерланды)
  - Schlumberger Canada Limited (Канада)
  - Schlumberger Holdings Corporation (США, Делавэр)
    - Cameron International Corporation (США, Делавэр)
      - Cameron Lux Global Finance S.à r.l. (Люксембург)

    - Schlumberger Technology Corporation (США, Техас)
    - Smith International Inc. (США, Делавэр)

  - Schlumberger Norge AS (Норвегия)
  - Schlumberger SA (Франция)
    - Services Petroliers Schlumberger (Франция)

  - Schlumberger UK Limited (Великобритания)
    - Schlumberger Plc (Великобритания)
      - Schlumberger Oilfield UK Limited (Великобритания)
- Schlumberger Oilfield Holdings Ltd. (Британские Виргинские острова)
  - Schlumberger Holdings II Ltd. (Британские Виргинские острова)
    - Dowell Schlumberger Corporation (Британские Виргинские острова)
    - Schlumberger Logelco, Inc. (Панама)
    - Schlumberger Middle East SA. (Панама)
    - Schlumberger Offshore Services Ltd. (Британские Виргинские острова)
    - Schlumberger Oilfield Eastern Ltd. (Британские Виргинские острова)
    - Schlumberger Overseas, SA (Панама)
    - Schlumberger Seaco, Inc. (Панама)